# Happy Hooligan
Happy Hooligan est une série de bande dessinée humoristique réalisée par l'Américain Frederick B. Opper et publiée chaque dimanche dans le New York Journal du 11 mars 1900 au 14 août 1932. La bande quotidienne (daily strip) a été créée peu après.

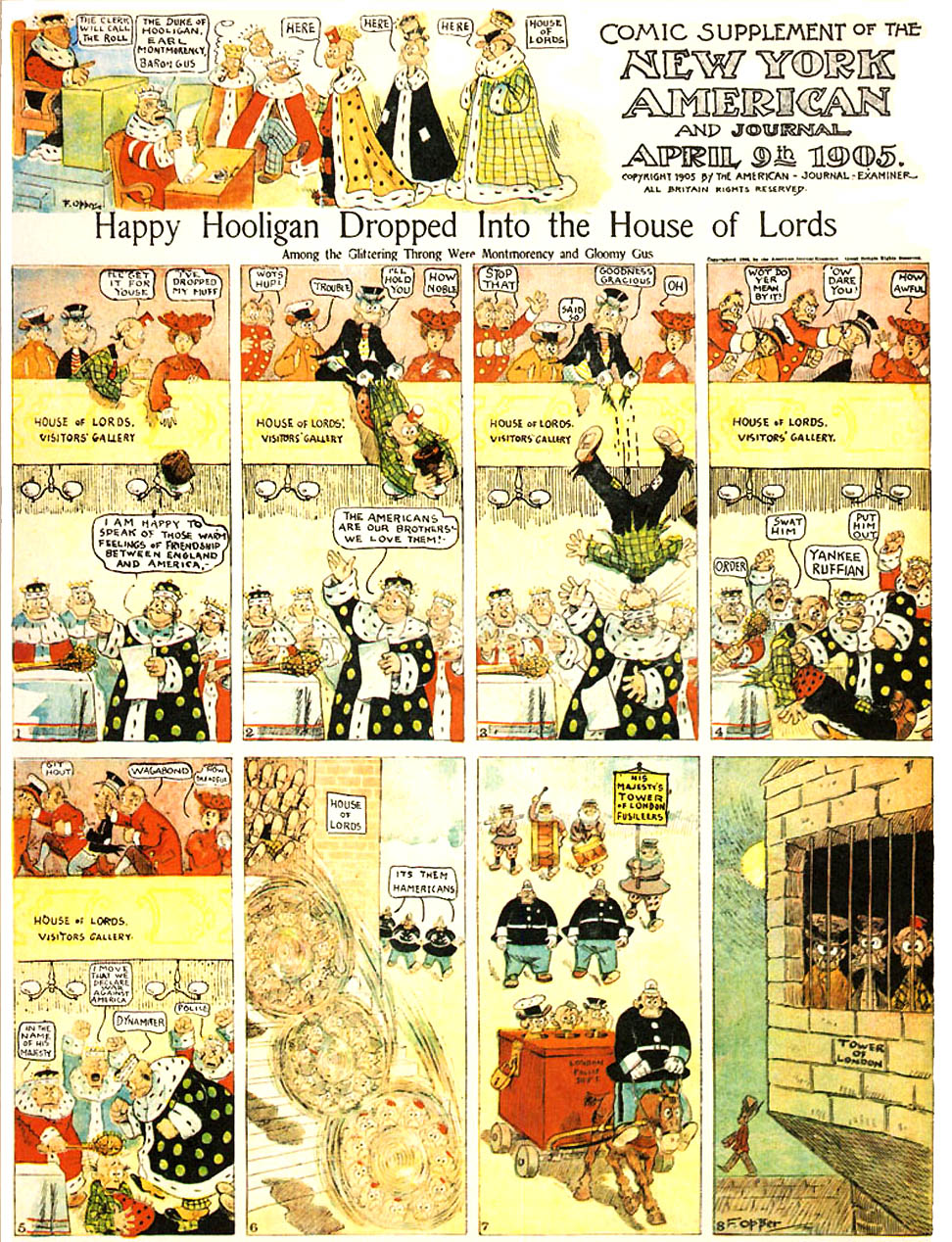
« Happy Hooligan lâché dans la Chambre des Lords », planche du 9 avril 1905.

Happy Hooligan (« Joyeux Vaurien ») est un clochard au visage simiesque habillé comme un clown et coiffé d'une boîte de conserve qui, sans jamais de départir de sa bonne humeur, vit diverses aventures avec ses frères Gloomy Gus (« Gus le maussade »)  et Lord Montmorency. En juin 1916, il épouse sa petite amie Suzanne, et tous deux ont un fils.
Lorsqu'il lance cette série, Opper est l'un des dessinateurs américains les plus respectés, et Happy Hooligan obtient immédiatement un succès considérable qui lui vaut d'être le premier comic strip adapté au cinéma dès 1900 par J. Stuart Blackton. Plusieurs dizaines de dessins animés et des pièces de théâtre ont également été produits.
On retrouve le terme "Happy Hooligan" dans Les Raisins de la colère de John Steinbeck : « They was a screwball. Never tol’ you ’bout him. Looked like Happy Hooligan. » traduit par « Il y avait un phénomène. Complètement marteau (…) Une tête de guignol. » (traduction de Marcel Duhamel et Maurice-Edgar Coindreau, 1947).

## Adaptations

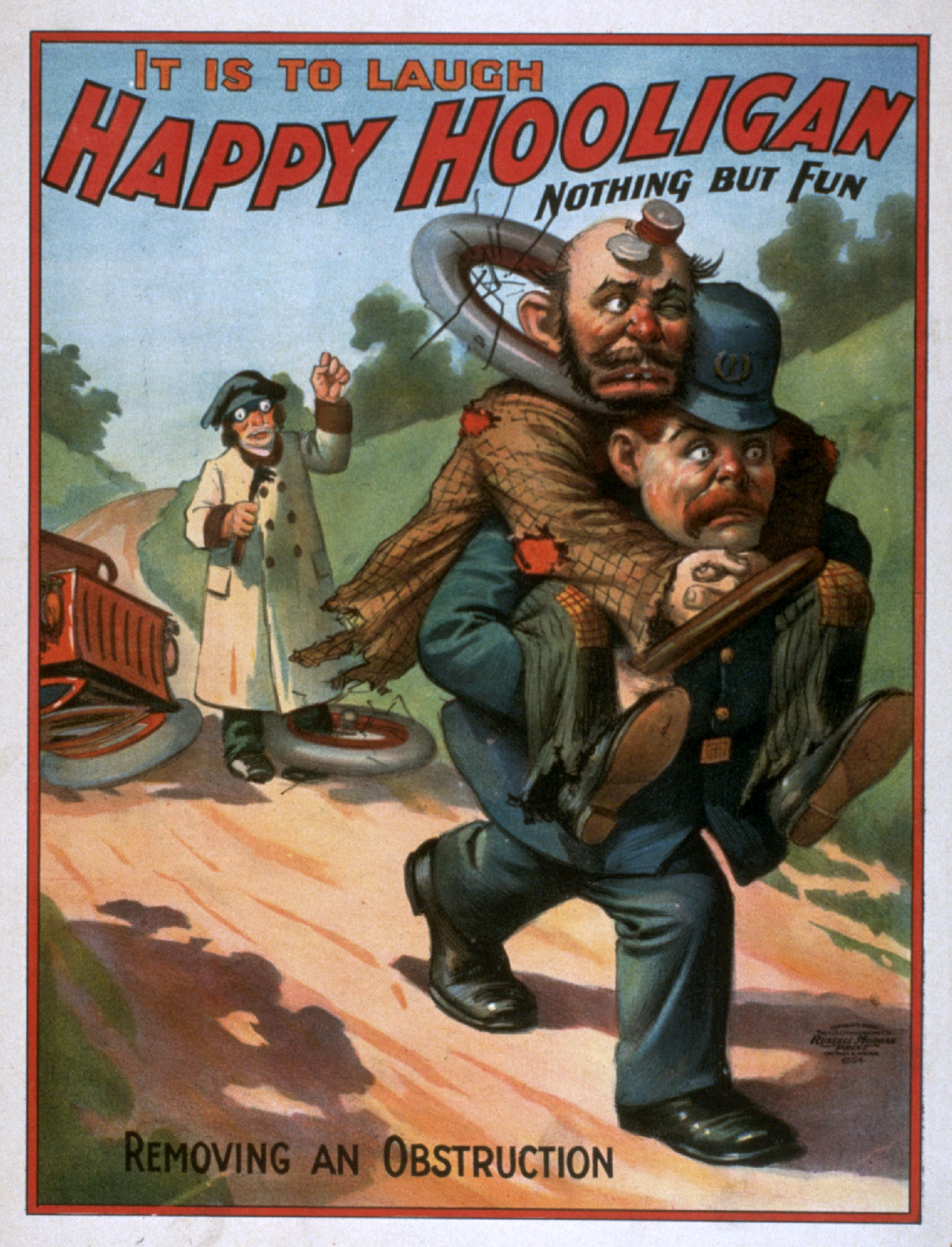
Poster publicitaire d'une adaptation théâtrale de Happy Hooligan (1902).

### Cinéma
- Happy Hooligan Surprised, 1901.
- Happy Hooligan April-Fooled, 1901.
- The Twentieth Century Tramp; or, Happy Hooligan and His Airship, 1902.

### Cinéma d'animation
Happy Hooligan a été adapté en plusieurs dizaines de dessins animés.